# Det største af alt
Det største af alt er en amerikansk stumfilm fra 1921 af Albert Parker.

## Medvirkende
- Norma Talmadge som Jennie Dobson
- Harrison Ford som Clifford Standish
- Montagu Love som Frederick Kent
- H. Cooper Cliffe som John Standish
- Ida Waterman som Mrs. Standish
- Michael M. Barnes som Bill Hennessey
- E.L. Fernandez som Overseer
- Frazer Coulter som Club Steward